# Tatern
Tatern ist ein Ortsteil der Stadt Uelzen im niedersächsischen Landkreis Uelzen.

## Geografie und Verkehrsanbindung
Der Ort liegt östlich von der Stadt Uelzen.
Südlich und westlich des Ortes fließt der Klein Liederner Bach.